# 板橋トラックターミナル
板橋トラックターミナル（いたばしトラックターミナル）は、東京都板橋区高島平にある公共トラックターミナルである。日本自動車ターミナル株式会社が運営する。

## 所在地
- 東京都板橋区高島平6-1-1

## 沿革
- 1970年（昭和45年）10月　供用開始

## 施設
- 敷地面積　115,828平方メートル
- 貨物取扱能力　約6,600トン/日（大型トラック660台分）

### 付帯設備
- 仮眠室、宿泊室
- 給油設備
- 洗車
- 浴場
- コンビニエンスストア
- 診療所